# Autostrady w Czechach

Obowiązujący od 1 stycznia 2016 czeski znak drogowy IZ 1a „Dálnice“, wskazujący początek autostrady.

Czeski znak drogowy IS16a z numerem ewidencyjnym autostrady.

Od 1 stycznia 2016 w Czechach funkcjonuje wyłącznie sieć autostrad (czes. Dálnice, skrót od słów dálková silnice), bowiem tego dnia w czeskim prawodawstwie przestało istnieć pojęcie „droga ekspresowa” (czes. Rychlostní silnice). W zamian pojawił się termin „droga dla pojazdów samochodowych” (czes. Silnice pro motorová vozidla), a dotychczasowe drogi ekspresowe zostały przydzielone do jednej z tych dwóch klas dróg. Zdecydowanej większości odcinków dróg ekspresowych nadano status autostrady, zaś pozostałą część z nich – posiadającą najniższe parametry techniczne – oznaczono jako drogi dla pojazdów samochodowych (drogi dwujezdniowe I klasy).
Maksymalna dopuszczalna prędkość na czeskich autostradach dla samochodów osobowych, motocykli, autobusów i samochodów ciężarowych o dmc do 3,5 t wynosi 130 km/h z zastrzeżeniem, że na odcinkach przebiegających przez teren miast obowiązuje ograniczenie do 80 km/h. Od 2025 r. na wybranych nowych odcinkach autostrad wprowadzono ograniczenie do 150 km/h (odcinki w okolicach Czeskich Budziejowic i Czeskiego Krumlova). Maksymalna dopuszczalna prędkość na czeskich autostradach dla samochodów ciężarowych o dmc powyżej 3,5 t wynosi zawsze 80 km/h.
Według stanu na 21 grudnia 2024 całkowita długość autostrad w tym państwie wynosi 1501 km, a kolejnych 175 km jest w trakcie budowy. Docelowa sieć dróg tego typu w Czechach ma liczyć 1999 km.
Węzły drogowe na czeskich autostradach numerowane są według kilometra ich zlokalizowania na danej autostradzie – numer węzła wskazuje jego odległość od punktu początkowego autostrady, a różnica pomiędzy numerami dwóch węzłów na tej samej autostradzie wyraża ich wzajemną odległość. Metoda ta ułatwia również numerowanie nowo wybudowanych węzłów na istniejącym odcinku.
Zarządcą sieci autostrad w Czechach jest Dyrekcja Dróg i Autostrad (czes. Ředitelství silnic a dálnic, w skrócie ŘSD) – utworzone 1 stycznia 1997 przedsiębiorstwo użyteczności publicznej, podlegające Ministerstwu Transportu Czech.

## System opłat

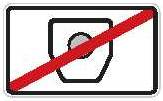
Znak drogowy E11 informujący o odcinku autostrady nieobjętym obowiązkiem posiadania winiety dla samochodów osobowych ≤ 3,5 t (zwykle umieszczany pod znakiem "autostrada").

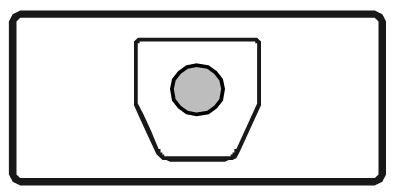
Znak drogowy E11b informujący o rozpoczęciu odcinka autostrady objętego obowiązkiem posiadania winiety dla samochodów ≤ 3,5 t (zwykle umieszczany pod znakiem "autostrada").

### DMC do 3,5 t
Od 1 stycznia 1995 przejazd czeskimi autostradami - z wyjątkiem niewielkich odcinków - niemal każdym pojazdem samochodowym o dmc do 3,5 t jest płatny (czes. časový poplatek). Do 31 grudnia 2020 opłatę za przejazd należało uiścić poprzez zakup, odpowiednie wypełnienie i naklejenie na przednią szybę winiety sprzedawanej w formie dwuczęściowego kuponu (czes. dálniční známka lub dálniční kupón), zaś od 1 stycznia 2021 obowiązek ten odbywa się wyłącznie poprzez nabycie elektronicznej winiety (e-winiety), płatnej kartą lub przelewem bankowym. Cena zakupu e-winiety zależy od długości okresu jej ważności (stan na 1 stycznia 2025):
- winieta 1-dniowa (J): cena zakupu – 200 koron czeskich,
- winieta 10-dniowa (D): cena zakupu – 270 koron czeskich,
- winieta 30-dniowa (M): cena zakupu – 430 koron czeskich,
- winieta roczna (R): cena zakupu – 2300 koron czeskich (według nowych zasad – ważna 365 dni od daty zakupu)[6].

W cenniku pojawiła się również nowa kategoria, tzw. „eko ceny”, tj. zniżka sięgająca połowy ceny podstawowej, którą otrzymają właściciele samochodów napędzanych paliwami alternatywnymi – gazem ziemnym lub biometanem (ulgą nie są natomiast objęte samochody z instalacją LPG).
Całkowicie zwolnione z opłat autostradowych zostały pojazdy elektryczne, pojazdy napędzane wodorem oraz hybrydy typu plug-in o emisji CO
2 poniżej 50 g/km ze specjalnymi, czeskimi tablicami rejestracyjnymi zaczynającymi się od liter EL (jeśli samochód zarejestrowany jest zagranicą, jego właściciel musi wypełnić odpowiedni formularz PDF i wysłać go e-mailem). Bezpłatnie z autostrad mogą również korzystać osoby niepełnosprawne (jednak tylko z czeską kartą mobilności) oraz właściciele pojazdów zabytkowych na czeskich numerach rejestracyjnych.
Od 1 grudnia 2020 głównym kanałem sprzedaży czeskich winiet elektronicznych jest sklep internetowy eDalnice.cz, nad którym pieczę sprawują Państwowy Fundusz Infrastruktury Transportowej i przedsiębiorstwo państwowe CENDIS. Jednak można je również zakupić we wszystkich oddziałach Czeskiej Poczty, na stacjach paliw Euro Oil oraz samobosługowych kioskach w obszarach przygranicznych, przed wjazdem na płatny odcinek autostrady. E-winiety mogą być sprzedawane wyłącznie po cenach nominalnych, określonych w rozporządzeniu czeskiego rządu.
Winietę należy zakupić przed wjazdem na płatny odcinek drogi. Brak winiety karany jest mandatem w wysokości do 20 000 koron czeskich. Zawiadomienie operatora systemu (Państwowego Funduszu Infrastruktury Transportowej) o zwolnieniu z opłat, w przypadku gdy nie posiadało się do tego prawa, grozi natomiast grzywną do 100 000 koron czeskich. Kontrolami zajmują się czescy policjanci i pracownicy administracji celnej (nowoczesne pojazdy patrolowe wyposażone w system kamer do rozpoznawania tablic rejestracyjnych, kamery sprawdzające tablice rejestracyjne przy autostradowych bramkach kontrolnych, w miejscach obsługi podróżnych oraz na parkingach).
Bezpłatne odcinki autostrad to obwodnice większych miast (m.in. Brna, Ostrawy, Ołomuńca, Mladej Boleslav, Pilzna, Uścia nad Łabą i fragmentarycznie miejskiej obwodnicy Pragi), odcinek autostrady D6 od Karlowych Warów do Chebu oraz zachodnia jezdnia autostrady D8 od granicy z Niemcami w kierunku Uścia nad Łabą.
Z opłat za użytkowanie autostrad zwolnione są motocykle.
Zobacz: Mapa płatnych i bezpłatnych odcinków autostrad w Czechach

### DMC powyżej 3,5 t
Od 1 stycznia 2007 opłaty za przejazd autostradami w Czechach pojazdami o dmc powyżej 12 t pobierane są przez system elektroniczny w postaci myta, który od 1 stycznia 2010 obowiązuje również wszystkie pojazdy o dmc powyżej 3,5 t. Każdy pojazd opłacający myto musi posiadać elektroniczne urządzenie pokładowe, którego nie można przenieść na inny pojazd. Myto za płatny odcinek jest odczytywane po przejechaniu pojazdu pod zamontowaną nad drogą bramownicą. Koszt zależy od: typu pojazdu, liczby osi pojazdu, klasy emisji spalin pojazdu, długości przejechanego płatnego odcinka, a także dnia tygodnia. Myto się płaci za korzystanie z autostrad oraz wybranych i odpowiednio oznaczonych dróg I klasy. Płatne odcinki wskazuje znak drogowy „autostrada” na zielonym tle. Płatne odcinki na pozostałych drogach wskazuje dodatkowa tablica („M”).
Zobacz: Mapa dróg w Czechach, objętych opłatami systemu myta dla dmc powyżej 3,5 t

#### Wyłączenia w ruchu pojazdów
Pojazdy o dmc powyżej 3,5 t (oprócz autobusów) oraz pojazdy z przyczepami ważące powyżej 3,5 tony nie mogą poruszać się po autostradach, drogach dla pojazdów samochodowych oraz drogach pierwszej klasy w następujących godzinach:
- we wszystkie niedziele roku oraz w dni świąteczne — od 13:00 do 22:00;
- w okresie od 1 lipca do 31 sierpnia — w piątek od 17:00 do 21:00, w sobotę od 7:00 do 13:00;

Wyjątkiem od powyższej reguły są np. pojazdy przewożące żywe zwierzęta lub artykuły spożywcze szybko psujące się.

## Sieć autostrad w Czechach

Mapa autostrad w Czechach
istniejące
w budowie
planowane

istniejące
     w budowie
     planowane

### Po 1 stycznia 2016
Wszystkie dane według stanu na dzień 1 stycznia 2021.

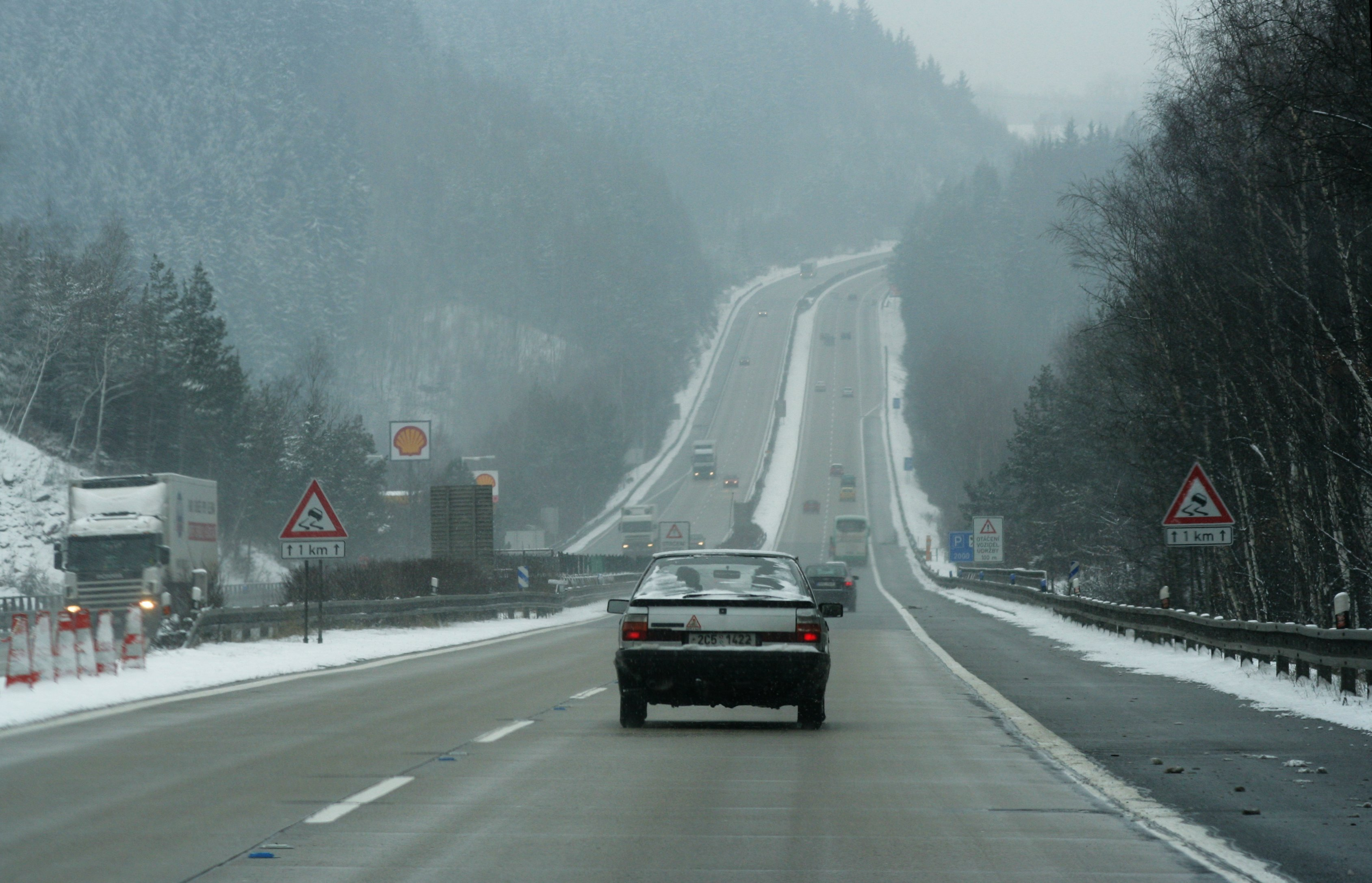
Autostrada D1 - około 44 km od Pragi.

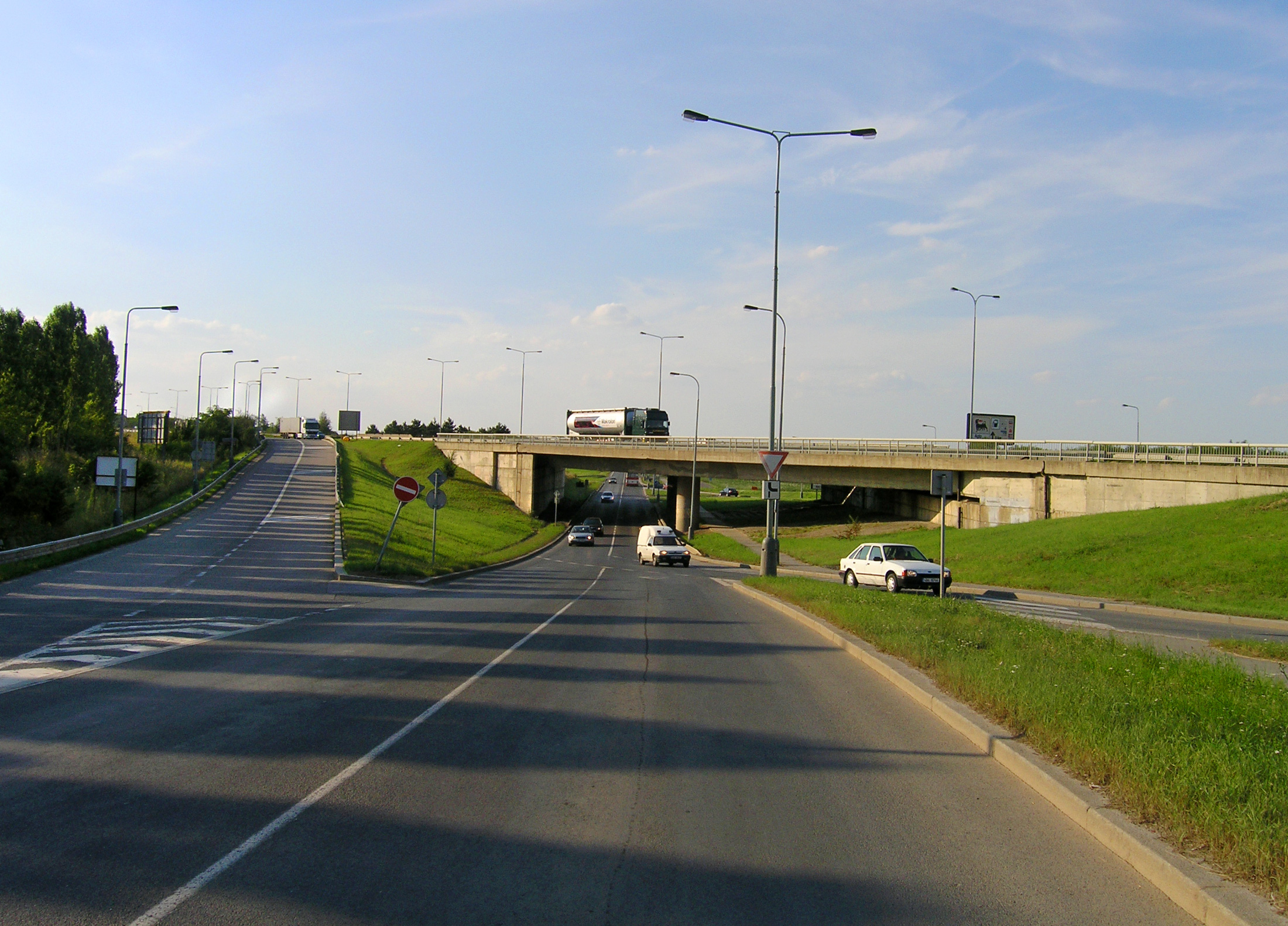
Wjazd na autostradę D8.

| Autostrady |          |               |                |                |           |
| Oznaczenie | Nr drogi | Dł. całkowita | Odcinki gotowe | Odcinki gotowe | W budowie |
| D0         | D0       | 83 km         | 41 km          | 49%            |           |
| D1         | D1       | 376 km        | 367 km         | 98%            |           |
| D2         | D2       | 61 km         | 61 km          | 100%           |           |
| D3         | D3       | 168 km        | 69 km          | 41%            | 19,8 km   |
| D4         | D4       | 86 km         | 52 km          | 63%            |           |
| D5         | D5       | 151 km        | 151 km         | 100%           |           |
| D6         | D6       | 169 km        | 98 km          | 58%            | 4,9 km    |
| D7         | D7       | 82 km         | 45 km          | 55%            | 9,6 km    |
| D8         | D8       | 96 km         | 96 km          | 100%           |           |
| D10        | D10      | 71 km         | 71 km          | 100%           |           |
| D11        | D11      | 154 km        | 91 km          | 59%            | 22,4 km   |
| D35        | D35      | 210 km        | 66 km          | 31%            | 27,3 km   |
| D46        | D46      | 38 km         | 38 km          | 100%           |           |
| D48        | D48      | 79 km         | 37 km          | 47%            | 8,6 km    |
| D49        | D49      | 60 km         | 0 km           | 0%             | 17,3 km   |
| D52        | D52      | 45 km         | 17 km          | 37%            |           |
| D55        | D55      | 100 km        | 16 km          | 16%            | 11,4 km   |
| D56        | D56      | 14 km         | 12 km          | 86%            | 2 km      |
| Łącznie    | Łącznie  | 2122 km       | 1328 km        | 63%            | 108 km    |

### Do 31 grudnia 2015

#### Autostrady (Dálnice)

Oznaczenie autostrad w Czechach do 31.12.2015 r.

Numery autostrad pozostały bez zmian:
| Numer | Przebieg                                                                                 |
| ----- | ---------------------------------------------------------------------------------------- |
| D1    | Praga – Brno – Vyškov – Kromieryż – Przerów – Lipník nad Bečvou – Ostrawa – Wierzniowice |
| D2    | Brno – Brzecław                                                                          |
| D3    | Praga – Tabor – Czeskie Budziejowice – Dolní Třebonín proj. (R3)                         |
| D5    | Praga – Pilzno – Rozvadov                                                                |
| D8    | Praga – Roudnice nad Labem – Lovosice – Uście nad Łabą – Petrovice u Chabařovic          |
| D11   | Praga – Hradec Králové – Jaroměř proj. (R11)                                             |

#### Drogi ekspresowe (Rychlostní silnice)

Oznaczenie dróg ekspresowych w Czechach do 31.12.2015 r., a od 01.01.2016 r. oznaczenie "dróg dla pojazdów samochodowych".

| Numer | Numer | Przebieg |
| Przed | Po    | Przebieg |
| ----- | ----- | --- |
| R3    | D3    | Dolní Třebonín — Dolní Dvořiště proj.                                                                              |
| R4    | D4    | Praga — Przybram — Nová Hospoda                                                                                    |
| R6    | D6    | Praga — Karlowe Wary — Cheb                                                                                        |
| R7    | D7    | Praga — Slaný — Louny — Chomutov                                                                                   |
| R10   | D10   | Praga — Mladá Boleslav — Turnov                                                                                    |
| R11   | D11   | Jaroměř — Trutnov — Královec proj.                                                                                 |
| R35   | D35   | Gródek nad Nysą — Liberec — Turnov — Hradec Králové — Moravská Třebová — Mohelnice — Ołomuniec — Lipník nad Bečvou |
| R46   | D46   | Vyškov — Ołomuniec                                                                                                 |
| R48   | D48   | Bělotín — Frydek-Mistek — Czeski Cieszyn                                                                           |
| R49   | D49   | Hulín — Zlin — Horní Lideč                                                                                         |
| R52   | D52   | Brno — Pohořelice — Mikulov proj.                                                                                  |
| R55   | D55   | Ołomuniec — Przerów — Kromieryż — Uherské Hradiště — Brzecław                                                      |
| R56   | D56   | Ostrawa — Frydek-Mistek                                                                                            |
| R63   | I63   | Bystřany — Řehlovice                                                                                               |

## Link zewnętrzny
- Autostrady w Czechach (ceskedalnice.cz) (cz. • ang. • niem.)